# 参宮急行電鉄2200系電車
参宮急行電鉄2200系電車（さんぐうきゅうこうでんてつ2200けいでんしゃ）は、近畿日本鉄道（近鉄）の前身の一つである参宮急行電鉄（参急）が製造し、のちに近鉄に引き継がれた長距離用大型電車の一群を指す総称である。
総計83両のうち、1930年から1931年に製造された「2200系（旧）」グループ57両と、2227系とも称される1939年から1941年に製造された「2200系（新）」グループ26両に分けられるが、本項目で一括して記述する。

## 概説
親会社の大阪電気軌道（大軌）桜井線（現・近鉄大阪線の一部）に直通して大阪 - 伊勢間を連絡し、途中の急勾配を克服して同区間を2時間以内で走破する目的で設計された。
その各部仕様は当時日本の電車として最大・最強級であり、「省線の二等車並」と賞賛された破格の車内設備や、その長大な運行区間もあって、新製当時は「日本一の電車」とも称された。後世の視点から見ても吊り掛け駆動方式の電車ながら、1930年代という登場時期において、走行性能・接客設備の両面できわめて卓越した優秀車であり、戦後に製作された近鉄電車各車のコンセプトにも多大な影響を与えた存在である。
ベテランの鉄道ファン層からは日本の鉄道史上における屈指の傑作電車として高く評価されている。

## 2200系（旧）
1930年の参急本線（現・近鉄大阪線・山田線）桜井駅 - 山田駅（現・伊勢市駅）間仮全通に先立って設計された。
1928年に製造された大阪鉄道（大鉄、現在の近鉄南大阪線などの母体会社）デニ500形電車、翌1929年に製造された南海鉄道（現・南海電気鉄道）電九系301系電車（2001形電車）に次いで、20m級車体を採用した大型電車である。
途中に急峻な33/1000勾配を控える参急線で高速運転を行い、なおかつ収容力や居住性を確保することを念頭において設計された。このため20m車体に、大出力主電動機や発電ブレーキ併設の制御器、6両編成対応ブレーキなど高度な機器類を多数搭載、これらの搭載余力を捻出するため軽量化にも意が図られている。
平坦線での設計最高速度110km/h、2M1T（電動車2両・付随車1両の計3両）編成で33/1000上り勾配における均衡速度65km/hという、当時としては驚異的な高水準の性能を実現した。このスペックは21世紀初頭の電車と比較してもさほど見劣りしない性能である。

### 車種構成
本系列は以下の各形式で構成される。
デ2200形2200 - 2226
- 両運転台式の制御電動車 (Mc)。

デトニ2300形2300 - 2307
- 両運転台式で宇治山田寄りに特別室と荷物室を併設した制御電動車 (Mc)。

サ3000形3000 - 3016
- 付随車 (T)。

ク3100形3100 - 3104
- 区間運転用に増備された、片隅式運転台を備える両運転台式の制御車 (Tc)。

以上57両が以下の各社で製造された。
- 田中車両（現在の近畿車輛）：デ2200・デトニ2300形
- 汽車製造：デ2200形
- 川崎車輛（現在の川崎重工業）：デ2200・サ3000・ク3100形
- 大阪鐵工所（現在の日立造船）：デトニ2300形
- 日本車輌製造：サ3000形

なお、これらは区間運転用として1931年5月に竣工したク3100形5両を除き、1930年10月から12月にかけて順次竣工している。

### 車体
角張った容姿の半鋼製2ドア（デトニ2300形は片方の運転台寄りと車体中央の変則的な2ドアで、もう片方の運転台寄りに荷物室の扉がある）車体で正面貫通式、ドアは車体両端に寄っている。
窓配置はデ2200形がdD (1) 14 (1) DdおよびdD (1) 14 (1) D1、デトニ2300形がdd"1 1 1 2D (1) 6 (1) D1およびdD (1) 6 (1) D2 1 1 1d"d、サ3000形が1D (1) 14 (1) D1、ク3100形がdD (1) 14 (1) D1（d：乗務員扉、d"：荷物扉、D：客用扉、(1)：戸袋窓、数字：窓数）で、電動車の2形式は後述するようにいずれも一端（デトニ2300形は普通客室側）の車掌台スペースをトイレに充てているため、基本的にはシンメトリカルな配置の両運転台式ながら、両側面で窓配置が異なっている。
全長20.6m、車体長19.72mの長大な車体は、リベットを多用して組み立てられた重厚で古典的な構成であるが、1930年時点としてはきわめて均整のとれた、端正なたたずまいのデザインである。側窓は800mm幅の狭幅であるが、2段窓が長大な車体全長一杯に16個、整然と並んだサイドビューは、それまでの日本の電車にはあまり例のないもので、客車とも異なったスマートさがあり、その後登場する鉄道省モハ42系電車のデザインにも影響を与えた。
客用扉は片引戸で、デトニ2300の荷物室扉は戸袋窓なしの両開き式としている。
前面腰部両脇には、衝突事故に備えてアンチクライマーが装備され、堂々たるプロポーションを引き締めるいいアクセントになっていた。しかしこれは1960年以降の更新改造に際して撤去され、いささか締まらない顔つきになった。また、当初は前面に折りたたみ式の転落防止柵を取り付けることを検討しており、車体には取付金具も装備されていたが、結局取りつけられなかった。
なお、新造時の塗装は小豆色1色を基本とするが、デトニ2300形に限っては、特別室の窓回りをクリーム色に塗り分けて差別化を図っている。
車内はデッキ仕切こそなかったが、車端部を除いて国鉄客車同様の固定クロスシートが採用された。しかもその座席間隔は1,820mmと、当時の最新型国鉄三等客車より350mmも広く、二等客車並のゆったりとしたハイレベルな座席である。
加えて暖房を装備しない電車がまだ多かった設計当時、最初から電気暖房を装備し、また客車同様に灰皿を設置して喫煙可能であった。省線の客車列車に対抗する見地から、国鉄二等客車同等のサービスが当然のように提供されたのである。

#### 軽量化対策
20m超の大型車体に発電ブレーキ機器まで搭載し、なおかつ（親会社の大軌の大型車両で既に実績のあるクラスの）150kW級モーターを使用して必要な走行性能を確保するには軽量化が必須である。もし軽量化の配慮を欠いた場合、大型車体にこの重装備では総重量が52 - 54tにもなり、当時電車用としては前例のない170kW級モーターが必要になってしまうと予想された。このため、以下のような軽量化対策が採られた。

##### 半鋼製車体の採用
日本では明治・大正期を通じて客車・電車の車体は木造が普通だったが、電車は1923年の神戸市電を皮切りに、車体を鋼鉄製とすることが一般化、1930年時点では新規製作されるほとんどの電車が鋼鉄製車体となっていた。全木造の車体は、衝突・転覆事故ではばらばらに粉砕され、列車火災では容易に燃えるなど、危険度が高かったからである。
当初は外板と骨組みは鋼製としつつ、内装は従来通り木製とした「半鋼製車」が普通だったが、1925年に阪神急行電鉄（現・阪急電鉄）は、日本で初めて内装まで鋼鉄製とした「全鋼製車」600形電車を川崎造船所（のちの川崎車輛）で製造し、翌1926年以降は全鋼製車を標準とした。全鋼製車は衝突事故や列車火災時の安全性がより高まるメリットがあり、1927年以降の関西私鉄各社では、これに追随して全鋼製車を導入する例も増えつつあったが、全鋼製車は重量がかさむため参急では長距離車についてあえて半鋼製車とした。
重量のみならず、車内保温（特に山間部の桜井駅 - 伊勢中川駅間における冬季での保温性）や内装の仕上げ面から言えば当時は半鋼製車の方が有利でもあった。全鋼製車の鉄板ペンキ塗り内装は、木張りに慣れた当時の乗客にはまだ違和感があったようである。阪急などはこの克服のため内装鋼板に木目調印刷を行う高度な技術を用いて対処したが、当然ながら高コストだった。ビニールやメラミン樹脂等の新素材によってこの種の技術が低コスト化されたのは1960年代以降である。

##### 型鋼通し台枠の採用
当時の19 - 20m級電車は、長い車体を支える強度を得るため、台枠（シャーシ）に中央部が膨らんだ「魚腹形台枠」を使用していた。新京阪鉄道P-6形（1927年）や阪和電気鉄道のモタ300形（1929年）・モヨ100形（1930年）はその典型であり、また大軌が桜井線用に1929年から増備していた大型車（1000形・1100形）も魚腹台枠であった。だが、このタイプの台枠は、どうしても重量が過大になる欠点があった。
参急では、そこまで頑丈にしなくとも適切な強度計算に基づく各部設計を実施すれば必要な強度は確保できる、という判断のもと、規格品のストレートなチャンネル（溝形鋼材）で構築した、シンプルな「形鋼通し台枠」を採用した。併せて、車体側面構体と台枠とを強固に結合し、側面構体に垂直荷重の一部を負荷させる構造として、さらなる強度を得ようとしたのである。
客車では1929年に、国鉄の三等車スハ32形が型鋼通し台枠による20m車体を実現していた。だが、重い電装部品を床下に搭載する20m超の大型電車で、形鋼通し台枠を採用するのは大胆な試みであった。以後、国鉄や他私鉄の大型電車でも型鋼通し台枠は一般化していく。
この結果、デ2200形の総重量は48t未満に抑えられ、150kW級モーター搭載で必要な性能を得ることができたのである。
もっとも2200系（旧）の場合、台枠の強度に比して搭載された機器群がやや重量過多であったのは否めなかった。登場後まもなく車体変形が生じたため、ウインドシル（窓下の補強帯）の幅を広げるなど、車体への補強がなされた。さらにデ2200・デトニ2300形では戦後の1940年代後半に、経年劣化もあって車体中央部の垂下が生じ、台枠に補強を加えて修繕している。

#### トイレと片目スタイル
100kmを超える長距離運転のため、2200系には旅客サービス上トイレを設置することになった。当時の輸送事情から、参急線内ではデ2200形あるいはデトニ2300形1両での長距離運転も予想され、トイレは電動車に設置された。
この時代の鉄道車両のトイレは、例外なく車外に汚物をそのまま排出する「垂れ流し式」構造であり、床下には線路上の低位置へ汚物を落下させるための汚物流し管を装備する必要があった。
当時、国鉄客車などのトイレは一般にデッキ内側の客室側に設置されたが、電動車であるデ2200形・デトニ2300形は、この位置に主電動機を搭載した標準軌用の幅広サイズなイコライザー台車が位置しており、客室の主電動機点検蓋や床下台車などと抵触して、トイレを配置できなかった。また他社の合造車両などで見られる前後台車間の車体中央部トイレ配置も、2200系電動車では重装備の電装部品で床下を占められ、やはり不適であった。
片運転台の電車であれば反対側の車端にトイレを設置できたが、デ2200・デトニ2300形は1両での運行が可能なように両端運転台設置でトイレの車端設置の余地すら乏しかった。このため窮余の策として、両形式では片側の運転台空間中、通常なら車掌台となる一角を潰してトイレスペースに充てた。車掌台側の乗務員扉を犠牲にするデメリットが生じたが、やむを得ない選択であった（2215・2221・2225の写真も参照）。
運転台つき鉄道車両で運転台側の妻面にトイレを置く手法を採った実例は、その後1930年代 - 1940年代に新造またはトイレ設置改造された、東武鉄道の電車や北九州鉄道および島原鉄道の気動車などがあるが、いずれも該当車両はトイレ前面窓を採光のために磨りガラスとしている。しかし参急では磨りガラス採光窓は側面のみとし、前面窓は設置せずに鉄板張りとした。このためトイレ付車のトイレ側妻面は運転台側にしか窓がないという珍しい形態となり、外観では2200系最大の特徴となっている。

#### 特別室
本系列で特筆されるのは、デトニ2300形に設置された特別室の存在である。
これは中央扉を挟んでの荷物室寄りに側廊下式のコンパートメントを設けたもので、側廊下は荷物室側の運転台の後方に当たる側にレール方向に通る形で設置され、1,840mm幅で対面式配置の固定クロスシート（ボックスシート）を備えた区画を2つ設けている。

### 主要機器

#### 台車
すべて住友製鋼所製の鋳鋼台車である。軸受は何れもプレーンベアリングであった。

##### 鋳鋼台車
この時代は日本における私鉄電車用台車が、ブリルやボールドウィンに代表されるアメリカ製輸入台車ないしその国産デッドコピー品から、完全な国産設計品へと移行した時期であり、住友の鋳鋼台車はその中でも（特に耐久性の面で）最上級クラスと言うべきものであった。
もっとも、初期の住友鋳鋼台車の基本的なコンセプトもまた、1920年代以降アメリカの鉄道車両で一般化したキャスティング（鋳鋼）台車そのものであった。その意味では完全な国産設計とはいえど同時代のアメリカ製を超えるものではなく、特に理論面では完全な周回遅れ状態であった。日本の鉄道台車は、戦後になって航空機開発の禁止で職を失った海軍航空技術廠出身者を筆頭とする優秀な航空技術者を受け入れることで、特に理論面において長足の進歩を遂げ、1946年以降多種多様な台車形態の試作経験を経た結果、1960年代以降の空気ばね台車普及期に至って、ようやくアメリカを凌駕する水準に到達している。

##### 鋳鋼台車の長所と欠点
鋳鋼製台車枠は一体成型故に強固で剛性が高く、一般的な組み立て構造台車枠における接合部の弛緩問題が生じなかった。従って、常態では事実上メンテナンスフリーと言える構造であった。
しかし、鋳鋼台車枠は重量がかさむうえ、破損時の修理が事実上不可能という弱点を抱えていた。事故などで歪みや割損、あるいは亀裂などの重大な破損が発生した場合には、もはや各鉄道会社の車両工場レベルでは対処できず、当該台車枠そのものを放棄して代品を新製するほかなかったのである。
工業力に優れ、市場規模の大きさから量産によるコスト引き下げも実現していた当時のアメリカではさして問題視されなかったが、鋳鋼台車枠を同一規格で大量生産するほどの市場に恵まれず、しかも工業力が未熟だった当時の日本では、これは無視し得ない欠点であった。

##### 帯鋼組立台車・鍛造台車
ボールドウィンA・AA形台車の系統に属する帯鋼リベット組立台車枠の台車は、リベットを外しての台車枠全体の組み直しが効くうえ、基本的に鋼板を帯状に切断加工する技術さえあれば、後は特に大がかりな製造設備・技術を要さなかった。このためもともと廉価で国産化も容易であり、なおかつ鋳鋼台車よりも軽量で、ブレーキてこの取り回しも容易であった。デメリットとしては、組立構造のため長期の使用で弛緩が生じ、定期的にリベットを締め直さねばならない点があった。
ボールドウィン系の台車には、例えば南海鉄道天下茶屋工場製N-16形台車のように、鉄道会社が自社工場で既存品を採寸して設計図を起こし、この台車のコピー品を一からスクラッチした例も多々見られた。意匠権や知的所有権が特許権ほどに重視されなかった時代ならではのエピソードであるが、そのような例が多数見られたほどにボールドウィン系台車の製造は比較的容易であった。
もっとも、圧延鋼板は圧延方向に目が揃っていて破断のおそれがあったため、弓状のイコライザーだけは鍛造することが原則で、これを内製可能な工場は限られていたが、これを除けば鉄道会社の車両工場でもほとんどの交換用部材が製作できたのである。
また一体鍛造台車枠のブリル台車は、強固かつ高剛性という鋳造同様のメリットを備えるうえ、傷が付いても溶接等の補修が容易で、変形が生じても加熱して打ち直せば比較的簡単に修復できた。
しかし、鍛造のブリル台車は基本的に輸入品に限られたことから高価であった。仮にそのデッドコピーを企図しても、大型鍛造部品の製造には多大な設備投資を要した。またブリル台車は端梁の位置が低い構造で、高速電車に多用される両抱き式ブレーキ機構の実装には必ずしも適さない実情があった。

##### 参宮急行の鋳鋼台車採用
以上のような事情から、鋳鋼製側枠の大きなメリットを充分承知しつつも、トラブル発生時のメンテナンス性を重視して帯鋼リベット組立台車や鍛造台車を多く併用した例が、同時期の住友製鋳鋼台車ユーザーの各社で少なからず見られた。中でも初期投資を抑えられ、改造も容易な帯鋼組立台車枠のイコライザー台車が、1950年頃まで日本の私鉄電車台車の主流となった。
従って、参宮急行が2200系（旧）に鋳鋼台車を選択したことは、1930年当時としてはかなり思い切った措置と言えた。これは前例のない長距離高速運転を実施することへの対策、あるいは保険として建造コストを配分する、という意味合いが強かったと考えられる。
なお2200系には、1950年代以降に新造の近畿車輛製シュリーレン台車に交換した例が、増備車であるデ2227形を含む系列内の一部に存在した。

##### KS-33L（電動台車）
電動車が装着するKS-33L台車は、基本デザインそのものは昭和初期において標準的であったイコライザー式である。
同時に住友の先行モデルであるKS-33E以来、各社で実績を積んだ一連の既製品のバリエーションモデルの一つでもあって、この形式は戦後になってからも京阪神急行電鉄（のちの阪急電鉄）を筆頭に、各地の私鉄に大量採用されている。
しかし、当時は鋳鋼台車実用化初期で、この台車を構成する鋳鋼製の側枠は一体構造でなく、複数パーツに分割して鋳造されたものをボルトで組み立てる、過渡的形態のものであった。外見上は接合ボルトだらけでおよそすっきりとした印象ではない。
吊り掛け式駆動の電動車用台車においては、重い主電動機の荷重の約半分を台車枠で担わねばならないため、主電動機を装架する梁の強度設計や形状決定が難しく、また、鋳造時の不純物混入等が許されず、鋳造時の検査を特に厳しく実施せねばならないため、製造上の歩留まりが悪いという問題があった。この点、付随台車の横梁が事実上両側枠を連結するのみであったのに比して制約となっていた。本台車において側枠が分割されていたのもこの不良対策という意味合いが強く、軸箱や枕梁接合部といった負荷のかかる部分ごとに各パーツが分けられ、強度上無理な力がかからない部分を選んで分割・接合してあった。
低速な路面電車用としては、俗に「大阪市電型台車」として知られる大阪市電1600形用住友金属工業KS-46-L軸ばね台車が、1928年の段階で大型鋳鋼製側枠を備えたオールコイルばね式台車として実用化されていたが、高速電車向けの電動車用台車枠は、完全一体鋳鋼で製造できるまでに至っていなかった。
日本における高速電車向け電動車用側枠完全一体鋳鋼製イコライザー台車は、本形式と同じ1930年に住友製鋼所が大阪電気軌道奈良線モ301形向けにKS-66Lを少数製作したのが最初であるが、この後はしばらく途絶え、1933年になって住友製鋼所が大阪市電気局100形向けに製造したKS-63Lと、同年に川崎車輛が帝都電鉄（現・京王電鉄井の頭線）モハ100形用に製作した台車の2種で、ようやく大型電車向け電動車用一体鋳鋼台車枠が本格量産可能となっている。
本台車の乗り心地はその剛性の高さに支えられて昭和初期としては良好な部類に入り、その後1950年代初頭に至るまでの私鉄電車向けロングセラーとなったことも首肯しうる内容であった。

##### KS-76L（付随台車）
付随車が装着するKS-76L台車はイコライザー式ではなく、至ってシンプルなデザインのペデスタル支持式単軸ばね台車であった。こちらの台車枠は一体鋳鋼式で、車軸より上側のメインフレームと板ばねによる揺れ枕部とで構成され、1930年当時としては簡潔かつ近代的な形態を備えた台車であった。
これは、従来電車および客車用台車としてイコライザー式のTR11 - 14を制式採用していた鉄道省が、側枠に用いる球山形鋼が入手難となったことから、その代替用として設計したTR23・25形台車と同様に、アメリカのペンシルバニア鉄道がニューヨーク近郊向け通勤電車用として設計した一体鋳鋼製軸ばね台車に範を取って設計したものである。
当時、一般的な私鉄電車向け台車は、高速電車用台車に限ればボールドウィンA・AA形を模倣したイコライザー式台車の一辺倒とも言うべき状況で、KS-76Lはその中では珍しい例と言える。ことに、このような大型台車で台車枠を一体鋳鋼製としたのは大胆なデザインと言えた。
しかし、当初は枕ばねが硬過ぎて乗り心地が非常に悪かったと伝えられており、これまでにない形態の台車を開発したが故の問題であったことがうかがえる。なお、この問題は後に枕ばねのばね定数変更により改善されている。

#### 電装品
アメリカ・ウェスティングハウス・エレクトリック社（WH社）の技術を導入した、三菱電機製の電装品を搭載している。
主電動機は三菱の自社設計になる、吊り掛け式のMB-211-BF（端子電圧675V時定格出力150kW、定格回転数665rpm）を4基搭載する。
これは参宮急行の親会社である大阪電気軌道が先行して製作したデボ1000形・1100形・1200形・1300形に採用した、WH社製WH-567-C9、日立製作所製HS-356A、三菱電機製MB-211-AFという3種の150kW級大出力電動機を性能比較の上で選択されたものであった。ただし、プロトタイプとなった3種が端子電圧750Vで設計されていたのに対し、こちらは勾配区間での発電ブレーキ常用や変電所設置間隔が大きく架線の電圧降下が発生しやすい山岳区間での使用などを前提として、端子電圧を675Vに引き下げて設計されており、額面上は一見同じ定格出力であるかに見えるが、同一条件下で比較する場合には、実際には1割増しの167kW（223馬力）相当であったことには注意を要しよう。
青山峠越えの連続下り勾配区間で必要になる発電ブレーキの性能を確保するため、自然通風式の抵抗器を多数搭載したのが電装系の特徴である。この抵抗器は、当初性能重視で新たにリボン抵抗の採用が検討されたが、コスト計算や製造を担当した三菱電機伊丹製作所の設備面の制約などから、最終的に古典的な鋳鉄製グリッド抵抗が採用されている。
制御装置は、WH社の原設計で三菱がライセンス生産した、自動進段（自動加速）機構を備えた電空作動単位スイッチ式「ABF制御器」を搭載。さらに勾配抑速用の発電ブレーキを作動させるため、運転台主幹制御器には合計8ノッチの抑速段が設けられており、高い速度を一定に保った状態で抑速降坂が可能であった。
電車・電気機関車の「電空単位スイッチ式制御」は、複数のモーター制御用スイッチの断続を、スイッチ毎に独立した電磁作動エアシリンダで行う制御方式である。
日本で電車用抵抗制御装置の主流となったカム軸式自動加速制御器（モーターまたは電磁作動エアシリンダによって駆動されるカムシャフトに、多数のスイッチを沿わせ、カムシャフトの回転によってスイッチの断続を行う方式）と比べ、自動加速式の単位スイッチ制御は機器類がかさばるという欠点があった。しかし、大電流を制御するには当時もっとも信頼性の高い制御器形式であり、カム軸式に比べて制御器の形状やレイアウトの自由度が高く、しかも抑速ブレーキ中の戻しノッチ動作の際に構造上、確実な電流遮断ができるという、青山峠越えを擁する参宮急行にとっては非常に重要なメリットがあった。
不況による経営難の最中、参宮急行から2200系用電装品製作の発注を獲得した三菱電機は、過酷なコストダウン要請の中で機器製作に苦心を重ねたという。近鉄草創期の実相を題材とした木本正次（1912年 - 1995年）の小説『東への鉄路 （上・下）』（1974年、ISBN 4313830693・ISBN 4313830707）では、このときの三菱電機技術陣内部での葛藤の経緯が（脚色を交えながらも）克明に描かれている。
2200系は本来、参急・大軌桜井線区間に最適化された1,500V仕様車である。大軌奈良線乗り入れの形となる上本町 - 布施間は600V区間であり、大軌桜井線通勤車（デボ1000形・1100形・1200形・1300形）には主回路の電圧転換機をはじめとする600・1,500V複電圧機構が搭載されていたが、2200系では重量の制限もあって省略された。そのため、600V区間では定格から10パーセント以上電圧が低下するため最高速度が大幅低下し、青山峠越えの駿足ぶりとはうって変わった低速運転を強いられた。これは最終的に、近鉄大阪線の上本町 - 布施間が複々線化され、架線電圧1,500Vの大阪線と600Vの奈良線の運行が分離される1956年まで続くことになる。

#### ブレーキ
長大編成を考慮し、WH社傘下のウェスティングハウス・エア・ブレーキ社（Westinghouse Air Brake Co.、あるいはWABCOとも。現Wabtec社）が開発した当時最先端のブレーキシステムである、「U自在弁」（U-5形）を中核とするU自動空気ブレーキ（AMU/ACU/ATUブレーキ）を、三菱造船（現・三菱重工業。ブレーキ弁製作部門は後に三菱電機に移管）でライセンス生産して搭載した。これは日本において新京阪鉄道、阪和電気鉄道に次ぐものである。
電車用の自動空気ブレーキは、電車が高速で走行するということもあり、客車・貨車用に比べても反応の速さが求められる。それだけに長大編成への対応能力を得ることは難しい課題であった。
Uブレーキは、WABCOによって1912年に開発された。空気圧のみに頼った自動空気ブレーキシステムの中では特に応答性に優れ、長大編成に適したタイプである。このブレーキを最初に採用したニューヨーク市地下鉄は、1913年、当時最長の電車10両編成を実現していた。
機構的には、同社製M三動弁を使用する従来型のMブレーキと同様に、通常の制動管（BP管）に加えて元空気溜め管（MR管）と呼ばれる空気圧供給専用のエアホースを引き通してある（制動管のみ使用の自動ブレーキ搭載車と混結する場合には、そちらから元空気溜めに空気圧が供給される）。しかし弁装置の大型化や複雑化を伴う大改良によって、応答特性は飛躍的に改善されていた。特に階段ユルメの挙動改善が顕著で、長大編成による高速運転の実現のみならず、乗り心地改善にも大きく寄与した。
しかしながら、U自在弁は戦前の日本の技術水準では複雑精緻で高度すぎ、また多くの鉄道では過剰性能でもあった。このため、上記の関西私鉄4社以外での採用例は、最大8両編成想定（当初12両編成想定）で計画・設計され、U弁使用が必須だった大阪市営地下鉄100形 - 600形のみに留まり、一般に普及するまでには至らなかった。
その他の鉄道では、M三動弁とU自在弁を折衷した特徴を備えるA動作弁が日本エヤブレーキ社（現・ナブテスコ）で開発され、1930年代以降国私鉄を問わず広く普及し、1940年代後半には中継弁と電磁給排弁の追加で従前のU弁に匹敵する長大編成を可能とした、AERブレーキが湘南電車こと国鉄80系電車に採用されて16両編成の「電車列車」実現の原動力となった。また、国鉄20系寝台客車が最高速度110km/h運転開始に伴い採用したAREBブレーキもこの系統である。第二次世界大戦後、WABCOから技術導入されたSMEEないしHSC電磁直通ブレーキが普及する1950年代後半まで、A弁による自動空気ブレーキは日本の電車用ブレーキ方式の主流となった。
2200系の空気ブレーキと発電ブレーキは、それぞれブレーキ弁とマスコンで独立操作する必要があった。このため両者を協調させてのスムーズな減速制御には熟練を要し、運用開始当初は運転士の習熟不足で作動トラブルも多かった。空気ブレーキと発電ブレーキの自動的かつ円滑な連携作動は、1930年時点ではアメリカでようやく実用化研究の端緒に就いたばかりであり、この時代の日本の技術水準では全く不可能なシステムであった。2200系が抑速用発電ブレーキと自動空気ブレーキとしては高性能なUブレーキを共に装備していたことだけでも、当時の日本の状況では十分先進的であった。
なお、日本において電空両システムの自動連携作動が完全に実用域に達したのは、帝都高速度交通営団（現・東京地下鉄）が丸ノ内線300形にSMEEブレーキなど新技術を導入した1953年になってからである。

### 各形式の変遷
各車の車両形式番号は近鉄合併後まで踏襲されたが、形式称号のうち電動車の「デ」が「モ」になり、また特別車の称号「ト」は廃止された。また1964年には0起番廃止の措置が取られたため、下2桁が00の車両について改番作業が行われている。
（例：サ3000→サ3017など）

#### デ2200形（旧）

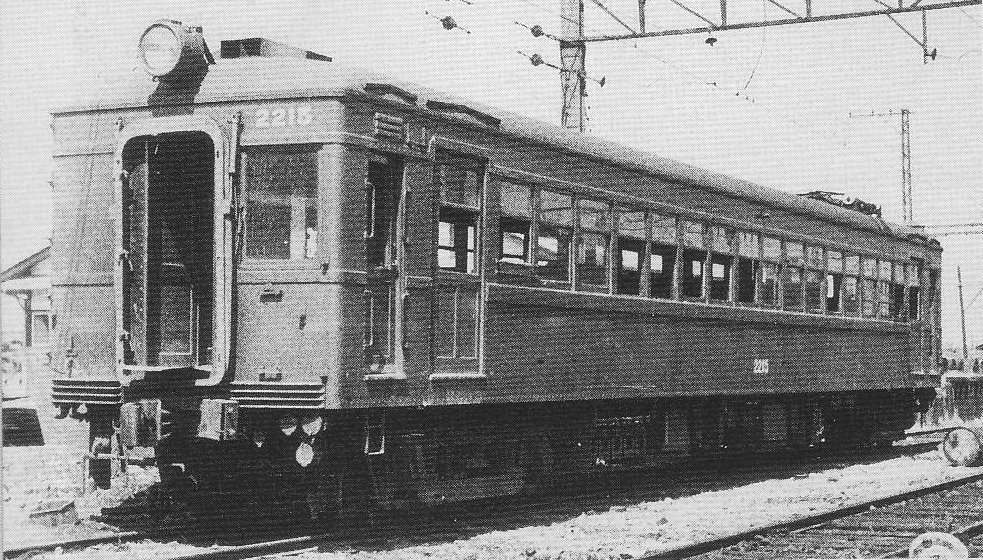
2215（1946年3月、高安車庫）ウインドウ・シル補強以外は新造時の原型に近い。窓のない便所側の床下には流し管が下がっている

戦前期には特に事故廃車もなく、ウィンドウ・シルの補強以外は大きな改造もないままに推移していたが、まず1949年にモ2207が事故に遭い、車体が焼失した。同車は1950年にオリジナルに準じた設計の車体を新製の上で復旧したが、全溶接構造とされたため、車体のリベットはなくなった。
その後、1960年より3扉化改造とロングシート化、一部車両の運転台撤去が始まり、この間1963年に、モ2204が事故によって車体焼失したため、今度は1460系に準じた設計の軽量車体を新造してモ1421形[2代]として復旧した（詳細は以下）。なお、モ2204の空番は、上述の0起番廃止の際にモ2200を改番して埋められた。
1969年には、トイレの撤去工事が行われた。この時、両運転台のまま残っていた大半の車両について、一方の運転台が撤去され、両運転台のまま残った車両も、独特な前面形状は失われた。
1971年より廃車が開始され、1974年までに全車廃車解体された。

##### モ1421形（モ2204復旧車）
モ2204は、1963年に高安駅で事故に遭い、車体が全焼した。1964年の復旧工事に際しては、近畿車輛で大阪線1460系に類似した、20m級両開き3扉ロングシートの軽量全金属車体を新造し、電装品と台車を利用したモ1421形1421として復旧した。なお、台車は1966年にはシュリーレン式のKD-49Aに取り替えられている。
2200系が廃車された後も、引き続き2250系等とともに1980年代前半まで大阪・名古屋線で運用され、さらに伊勢から大阪へ直通する「鮮魚列車」専用車に転用、行商人輸送の任に就いた。この際、2250系鮮魚列車用車両とともに600系 （2代）のモ600形 （2代）に編入され、モ601となった。1989年に廃車されている。

#### デトニ2300形
デ2200と同様、戦前は特に大過なく使用されていたが、近鉄成立後、形式称号は「モニ2300形」となっている。
特別室のコンパートメントは貴賓客などに備えた設備であったが、普段は一般客向けに特別料金を徴収して貸切での営業を行っていたという。戦後の混乱期には「特別室」のイメージとは正反対に、伊勢・伊賀から大阪へ闇物資を運ぶ担ぎ屋に荷物置き場として重宝されたという、時世の混乱を偲ばせるエピソードもある。
モニ2303は、1949年に特急列車用の「レクリエーションカー」に改造され、旧荷物室・個室部分は幅広の窓と1人がけソファーを備えたサロンルームとなった。しかしながら、1957年に格下げ改造を受けてオールロングシートの通勤車仕様（モ1421形1421[初代]）に改造され、さらに1961年には電装機器を撤去され、中間付随車（サ1521形1521）に改造された。
また、モニ2304が事故復旧時に旧荷物室・個室部分を撤去され、モ1421形1422に改造されたが、同じく1961年にサ1521形1522に改造されている。空番となった2両分の車両番号は、モニ2300・2307を改番して埋められている。
後年、一般客室側の運転台が撤去され、さらにトイレも撤去された。1972年に全車廃車されている。

#### ク3100形
区間運転時に2両運転を行う際に、電動車2両では不経済であったことから急遽追加新造された制御車であり、このため通常は制御車ではなく編成中間の付随車として使用される機会が多かった。
1959年から1960年にかけて3扉化改造され、のち車内もロングシート化されたが、運転台はそのまま改造されずに片隅式のまま使用され、1974年に廃車された。

#### サ3000形
座席指定に適した座席配置から戦後、特急車として起用されたグループが存在し、それらは1951年までにロングシートのうち、一部をクロスシートに変更して扉間の窓14枚分をクロスシートとした。
トイレは元々取り付けられていなかったが、黄害対策が求められるようになり、電動車の車端部トイレではタンク式への改造が困難であったことなどから、1969年からタンク式トイレの取り付け改造を受けた。また1960年から1965年にかけて3扉化改造され、のちにロングシート化された。
モ2200形同様、1971年から1974年にかけて全車廃車解体された。

## 2200系（新）
大軌・参急は1938年に系列会社の関西急行電鉄（関急電）を介して名古屋乗り入れを実現、3社連絡による大阪 - 名古屋間ルートが完成した。さらに1940年が皇紀2600年であったことから、当時の軍国体制下で国家神道崇敬が盛んに奨励され、伊勢神宮や橿原神宮などを沿線に擁する大軌・参急グループ（1941年から関西急行鉄道・関急）の輸送需要は著しく伸長した。本系列はこのような情勢下で1939年から増備されたものである。2200系（旧）と区別するため、2227系と称されることもある。
半鋼製車体など基本は踏襲されたが、溶接技術の進歩でリベットが激減し、張り上げ屋根を与えられるなど大胆にスタイリングが変更され、非常に力強い豪壮な外観となった。設備も転換クロスシート（シートピッチ910mm）を導入するなどの改善が為されている。
一方で2200系（旧）に比して若干合理化が図られた。同時に製作された大軌の大阪線用通勤車であるデボ1400・クボ1500形と多くの設計を共通化しており、外見的には側扉枚数（デボ1400系は3扉車であった）とトイレの有無にかかわる部分以外はほぼ同一である。そのため、2ドア車ではあるが、客用ドアはやや車体中央寄りにレイアウトされており、やや「客車風」だった2200系（旧）に比べ、より普通の電車らしい容姿になった。とはいえ、資材面や工数においてまだ十分に手を掛けることのできた戦前最後の時期の作品であり、当時の日本を代表する優秀電車の一つとなった。

### 電装品
制御機器は三菱電機製の発電ブレーキ付ABF制御器、ブレーキもウエスティングハウス式の三菱製AMU自動空気ブレーキで基本的に2200系（旧）と変化がない。併結も可能である。
変わったのは主電動機で、2200系（旧）と同性能ではあるが狭軌用の吊り掛け式電動機である三菱電機MB-266-AF（端子電圧675V時定格出力150kW、定格回転数690rpm）およびその同等品の東洋電機製造TDK-595Aに変更された。これは戦時体制下において東海道本線代替ルートとして参宮急行線を使用する計画があったことによるもので、自社狭軌区間や国鉄・大阪鉄道等との直通を実現するため、参急線の広軌（標準軌）・狭軌併用3線化が検討された。最終的にこのプランは実施されずに終わったが、2200系（新）の車両認可時の付帯条件として、一朝事あれば即座に狭軌仕様に改造可能とすることが求められたという背景があった。
MB-266-AFは2200系（旧）搭載の標準軌仕様電動機であるMB-211-BFに比し、バックゲージの制約から全幅が抑えられていた。これに伴って減少する磁気回路容量が、電機子の直径増大や界磁の軸距方向への拡大変形などによって補われたため、青山峠越えでの発電ブレーキ常用に伴う高発熱対策もあって、MB-266は従来のMB-211のみならず狭軌の他社向け同級モーターと比較しても格段に薄型大直径、しかも軸距方向に長いという特異な形状となった。このように非常に厳しい条件の下で設計されたMB-266であるが、それだけに薄型化のしわ寄せが直撃した整流子部分の構造がMB-211と比べてデリケートで、故障発生率が高かったという。
モーターの狭軌仕様化は、2200系（新）および大軌1400系の台車周りにも影響した。電動機が軸距方向に長くなったことを受け、また青山峠越えの発電ブレーキ常用に伴う温度上昇で電動機が故障するのを防止すべく、十分な放熱を可能とする目的で台車ホイルベースの延伸がはかられ、軸距2,700mmという当時の日本製電車の最大値を記録した。またこの影響で、2200系（新）は2200系（旧）に比し、車両床面を50mm高くすることを強いられた。
さらに狭軌対応の都合上、駆動用歯車を薄くせざるを得なかった関係で、通常歯車と同等の牽引力確保を目的として、歯が駆動軸と平行ではなく斜めに切られた特別なヘリカルギア（はすば歯車）が採用され、走行時には独特の駆動音を響かせていた。もっともこれは直角カルダン駆動におけるハイポイドギアと同様、製造に専用の歯切り盤を要し、さらにメンテナンスも面倒であった。このため戦後、米国系技術の大量流入で歯車の材質とその耐摩耗性が大幅に向上したことを機に、通常タイプの歯車に変更されている。
なお、制御車の台車車軸にも狭軌用モーターに合わせたレイアウトの大歯車が取り付けられていた。これは姉妹形式の大軌1400系のクボ1500形制御車でも同様であった。

### 台車
台車は2200系（旧）よりもグレードダウンされ、電動車・付随車ともすべて平鋼リベット組立の釣り合い梁式台車である日本車輌製造D22となった。
この措置についてはコストダウン目的と言われることがあるが、実際には戦時体制への移行により住友金属工業（1935年に住友製鋼所と住友伸銅鋼管の合併で成立）の鋳鋼生産部門が軍需最優先となった影響によるものである。少し遅れて製作された大阪市電気局400形も従来のKS-63L一体鋳鋼台車を諦めて平鋼リベット組立台車を採用している。
日本車輌の標準台車「D形」は、アメリカ・ボールドウィン社のボールドウィンA・AA形台車に影響を受けた、平鋼リベット組立・イコライザー式の平凡な設計である。この種の台車は、リーズナブルで実用的な電車用台車として、1920年代中期から1950年頃の各地の私鉄で広く使用されたが、2200系（旧）の住友鋳鋼台車に比し、定期的にリベットやボルトの締め直しが必要であった。
日本車輌製造では自社製作の台車について、アルファベット1文字と数字を組み合わせた型番を与えていたが、アルファベットはその使途を、数字は各台車1台あたりの心皿荷重上限トン数を表していた。つまり、このD22の場合は上に乗る車体および乗客の重量合計が22x2=44tまで許容可能であることを表しており、新2200系が破格の重量級車であったことを窺い知れよう。前述の通り、モーターサイズに合わせてホイールベース2,700mmに達する特大型台車となっている。軸受は2200系（旧）同様にプレーンメタルである。

### 個別形式
全車両とも名古屋の日本車輌製造本店で製造されている。

#### デ2200形（デ2227形）
両運転台の電動車で、1939年と1941年に、2227 - 2246の計20両が製造された。2200形（旧）と区別するため、デ2227形（のちモ2227形）と呼ばれることもある。片側運転台がトイレスペースのための「片眼の妻」となっている点はデ2200形（旧）を踏襲しているが、車体形状はより近代的になった。
初期形では車端部の雨樋が前面外付けだったが、中期以降の増備車では埋め込み式となっている。またモ2237は1948年に事故に遭い車体を大破したため、1949年に車体を新造して復旧したが、他のモ2227形とは、車体形状の一部が異なっている。
1962年に一部車両が片運転台車に改造されたが、他の車両は両運転台が残され、車内のクロスシートもそのままであり、モ2200形（旧）と違って大きな改造は少なかったが、1970年にトイレの撤去が行われ、特徴ある前面の形状が失われた。
1972年から1975年にかけて大半の車両が廃車され、残った4両（2231・2232・2233・2237）のうち、2237を除く3両は、1976年までに電動貨車に改造され、モワ10形（20 - 22）となった。一方モ2237は、車番はそのまま鮮魚・荷物列車用として使用されていたが、高安工場の入換車となったモワ22（初代）の代わりに1977年にモワ22（2代）に改番され、モ2227形は消滅した。
モワ10形になった3両は、モワ20･21が救援車として、モワ22は荷物電車用として使用されたが、モワ22が1981年3月に、残る2両も1983年に廃車され、営業路線上から2200系は姿を消した。
一方、モワ22（初代）を改造した高安工場の入換車は、車籍はないものの、結果的に2200系では新旧双方を合わせて最後まで残った車両となり、1990年まで使用されたのち解体された。

#### ク3110形
両運転台の制御車で、1941年に3110 - 3114の5両が製造された。形態はデ2227形に準ずるが便所は設置されていなかった。
当初は形態が異なるものの形式称号が2200系（旧）の制御車と同じク3100形で、区分のために3110 - 3114と付番されていたものであった。
ただし、ラストナンバーの3114は本来デ2200形2247として発注・認可を得ていたもので、電装品の入手難から未電装のままで落成・入線し、結局1941年5月認可で正式に制御車となり、ク3100形3114と改番された。
このような経緯から本車のみは宇治山田寄り運転台が全室式、上本町寄り運転台が片隅式で、こちらは車掌台の位置に便所が設置されていた（後に撤去）。
また、残る4両も当初の計画では大阪電気軌道の姉妹車であるクボ1500形と同様に電動車として計画されており、そのため全車ともD-22台車の車軸に大歯車が装着されていた。
戦後の混乱期にロングシート化されると、もっぱら同系の1400系（初代）などとともにローカル運用に使用されるようになり、1963年から1965年にかけて3扉化改造工事が施されたが、窓配置の関係からモ2200形などとは異なり、車体中央部の側窓2枚を潰して1,300mm幅の両開き扉が設置されている。
1973年から1975年にかけて全車廃車となり、解体された。

#### サ2600形 貴賓車
「聖地」である大和・伊勢を走る大軌・参急線においては、皇族をはじめとする貴賓客の利用も予想されたことから、デトニ2300よりさらにグレードの高い特別車両として、1940年にサ2600形サ2600として1両が製作されたものである。「2600」という番号は、「皇紀2600年」（1940年・昭和15年）にちなむ。
2200系に挟まれて走行することを前提とした付随車で、運転台はなかったが、車体端に乗務員室が設置されていた。
定員わずかに22名、車内は車端部の乗務員室と便所・洗面所を別にすると客室部は3室に区切られていた。2つの客用扉の間に挟まれた中央部は貴賓室で、側窓は1,400mm幅と770mm幅の窓を交互に並べ、展望を良くしている。1,400mm幅の側窓は3枚並べられているが、中央のそれに該当する部分にはテーブルが置かれ、天皇の着座をも想定した一人掛けの特別席を置くスペースとなっていた。一方、2枚の狭窓に挟まれた左右の広窓部は中央の通路を挟んで一方は2脚のソファーとサイドテーブルを交互に置き、もう一方は3脚のソファーのみを置くのを基本としており、これらのソファーの配置は車体中央を基準にして点対称となるようなレイアウトとされていた。
貴賓室両側はデ2227形等と共通の1,000mm幅客用扉部を含めて随行員室となっており、ロングシートが設置されていた。上本町寄り車端部には妻面向かって右側に乗務員室が設置されており、ここのみ側面に乗務員扉が設置されていた。ただし、ここにはブレーキ制御弁などの機器類は搭載されておらず、実質的には随行員用の区画となっていた。これに対し、上本町寄り車端部の乗務員室と反対側の片隅には洋式便所、宇治山田寄り車端部妻面向かって右側には洗面所、左側には和式便所がそれぞれ設置されていて側面の乗務員扉は設置されていなかった。このように両車端部に便所が設置されていて、しかも乗務員室のある片隅は妻窓が設けられていたため、付随車ではあったが上本町寄り妻面はデ2200形と同様、「片目の妻」となっていた。
このサ2600は皇紀2600年の記念行事に伴う皇族・貴賓の利用以降はほとんど稼働実績が無いままで、戦時中は明星車庫に疎開して温存された。戦後も1949年4月に特急編成に組み込まれて義宮（常陸宮正仁親王）の乗用に供せられたのが目立つ程度で、ほとんど使用されなかった。そのため、1952年12月に一般の特急列車仕業に転用されることとなった。
この際、従来の内装・仕切りを撤去し、車端部の便所・洗面所と乗務員室は潰して客室とした。これに伴い側面の乗務員扉が撤去され、これまで塞がれていた妻面にも窓が設けられた。なお、従来設置されていた妻面下部のアンチクライマーはこの工事で撤去されている。
座席は扉間のみならず車端部を含めたオール転換クロスシートに改装され、室内灯は当時最新のカバー付き蛍光灯を設置するなど、当時最新の接客設備が整備されている。
塗色はレモンイエローとダークブルーの2色塗り分けによる当時の特急色となり、一方の車端部の腰板にノースウェスト航空のマークに似せた「Express」マークを描いた。
サ2600は特急車として運用されていた1950年代後半に、台車が本来のD-22からク1560形の台車交換に伴う発生品と考えられる住友金属工業FS104に交換されている。この台車は俗に住友ゲルリッツ式と呼ばれる、本家ドイツのゲルリッツ式台車の軸箱支持機構だけを抜き出して利用した様なウィングばね式のウィング部を重ね板ばねで置き換えた構造の軸箱支持機構を備え、一体鋳鋼製の台車枠と吊りリンクと複列コイルばねで支持される枕梁をボルスタアンカーで連結し牽引力を伝達するなど、台車そのものの重量は重いものの設計当時最新の知見を盛り込んだ乗り心地の良い台車である。
全席転換クロスシートとなっていたためもあってか、戦前製車両としては例外的に2250系投入開始後も特急車として残されていたが、10100系の新製投入が本格化した1960年に一般車への格下げが実施された。
この際、車端部の座席がロングシート化されて扉間のみ転換クロスシート設置のセミクロスシート車となり、さらに1963年12月に車体中央の広窓1枚を潰してその跡に1,100mm幅の客用扉を新設する3扉化改造が実施され、扉間の一部（24名分）のみクロスシート設置となった。3扉化後も最後まで扉間に1枚ずつ1,400mm幅の広窓が残されていた。
その後車両番号の0起番廃止を目的とした1964年8月3日付改番でサ2601となったが、新造の2600系と車番が重複することからこれに番号を譲って1970年3月2日付でサ3000形に編入、サ3018となった。さらに、この改番後間もない同年6月には扉間のクロスシートが撤去されてロングシート車となっている。
2200系の後継車とされた2610系の増備が進んだ1974年3月29日に廃車となり、解体処分されている。

## 運用
2200系（旧）は登場当初、大阪の上本町駅（現・大阪上本町駅） - 山田駅（現・伊勢市駅）間を急行運転により2時間45分で結んだ。長距離優等列車は2200系のみが充てられたが、その一方で当初から速達列車のみならず、参急線内の各駅停車にまで広く用いられていた。また参急の開通時に作成された広告では、この車両を示すのに「ロマンスカー」の語も使用された。
区間列車には大軌から乗り入れの通勤車や、後に狭軌化改造されて津支線（現・名古屋線江戸橋駅以南）専用車に転用された参急自社持ちの中型車・デニ2000形も用いられたが、参急線の主力は基本的に2200系であった。
1932年には、2200系を充当して現在の近鉄特急網の発端とも言える「特急」運転を開始し、上本町駅 - 宇治山田駅間の所要時間を実に2時間1分にまで短縮した。途中には急勾配の単線区間が多いにもかかわらず、平均67km/hという高速であり、2200系の性能水準の高さがうかがえる。並行して走る国鉄の準急列車は、蒸気機関車牽引の客車列車であったため、参急線の開業前は天王寺駅 - 山田駅間に約4時間を要した。参急線開業直前にはスピードアップされたが、それでも3時間程度が速度向上の限界であった（国鉄における近鉄並行路線の優等列車の記述も参照のこと）。
この結果参宮急行線は関西 - 伊勢間旅客輸送の主導権を握ることになり、三重県伊勢・伊賀地方の発展にも大きく影響を及ぼすことになる。そして1939年からは2200系（新）が増備され、皇紀2600年輸送を背景に参急線は戦前の最盛期に達する。旧参急線とその車両群は、戦時中に関西急行鉄道（関急）を経て1944年に発足した近畿日本鉄道（近日、後に「近鉄」が略称となる）へ移管される。
戦時中や戦後は整備が十分に行えなかったことから多くが荒廃した状態で走行したが、1947年に近鉄が日本で戦後初の有料特急列車運行を開始するにあたり、2200系のうちモ2227・サ3000など一部の車両が特別整備され、名古屋線用のモ6301形に対して大阪線特急用の専用編成に充てられた。
後継となる2250系の新造が開始された1953年以降、特急用の新型車両の増備に伴って急行・普通電車中心の運行に転じたが、例外的に長期保留車となっていた貴賓車2600が2250系に準じた内装とした上で同年3月より特急運用に投入されている。その間、一般車に格下げされた他の車両は1959年の名古屋線改軌後、同線の運用にも充当されるようになった。
しかし、1960年以降は大阪近郊の混雑がひどくなり、ク3110形は3扉化工事が行われ、さらに老朽化対策の更新工事、運行の合理化のための貫通幌の簡略化、前照灯のシールドビーム化、一部車両については完全ロングシート化も推し進められた。この結果、原型の端整な形態は大きく損なわれた。それでも大阪・名古屋線系統において、1970年代まで伊勢直通の長距離急行列車の主力車として第一線で運用され続けた。
車体塗色については、旧形は海老茶色で登場し、新形が登場した1939年ごろからダークグリーンに塗り替えられた。一方、新形はダークグリーンで登場し、1947年の有料特急運転開始時から特急専用車ではクリーム・ダークブルー（当初はライトブルー）のツートン特急色が施された。なお、1963年秋より全車がマルーンレッドに塗り替えられ、そのまま廃車をむかえている。

## 終焉
1974年までに代替車両の2600系電車などの導入に伴って、大阪線・名古屋線の急行運用を終了、ローカルの普通列車運用からも撤退し、1976年までにほとんどが廃車解体された。廃車発生品の吊り掛け式主電動機等が1972年以降新造車体・台車に装備され、4ドア通勤車の1000系・1200系（初代）となっているが、のちに800系・820系の主電動機に交換されてWNドライブに改造されている。
モ2227形の一部は荷物電車に転用されてモワ10形となり、本線運用を退いた後も工場の入換車に改造されて使用されたものもあったが、1990年までに廃車となっている。なお、廃車後に高安工場の入換車となったモ2227形のうち1両（元モ2233→モワ22(初代））は退役後に前頭部が大阪阿部野橋駅付近の焼肉店の入口に保存されていたが、2005年5月に解体された。